# Grünau im Almtal
Pour les articles homonymes, voir Grünau.
Grünau im Almtal est une commune du district de Gmunden, en Haute-Autriche.